# Magyar népmesék (televíziós sorozat)
A Magyar népmesék 1980-tól 2012-ig futott magyar televíziós rajzfilmsorozat, amelynek ötlete Mikulás Ferenc stúdióvezető fejében fogant meg. A tervező, rendező, szakértő Jankovics Marcell volt. A Magyar népmesék (1977-től) felejthetetlen népmesei történeteket dolgoz fel ötletesen és a mesék eredeti humorát egy kis képi humorral szövi át. A Pannónia Filmstúdió Kecskeméti Műtermének egyik legnagyobb sikere, mely a hazai rajzfilmgyártás aranykorából való. Mikulás Ferenc elmondása szerint a sorozat létrejöttéhez hozzájárult az idő szelleme, mert akkoriban felkapottá váltak a néprajzi témák. Valamint az is tényező volt, hogy a fiatal filmstúdiónak nemigen volt anyagi kerete forgatókönyvekre a kezdetekben. Fontos volt még az alkotók által kedvelt paraszti kultúra kincseinek megmentése is. Az időközben kft.-vé alakult Kecskemétfilm 2011-ig készítette a 100 részes sorozatot. 2025-ben visszatér a rajzfilm sorozat, 13 részt készítenek. A mesemondók várhatóan többek között Molnár Piroska, Básti Juli, Szarvas József, Alföldi Róbert és Nemcsák Károly lesznek.

## Gyártó
Az 1971-ben alakult Kecskeméti Műterem kezdetben a Filmstúdió leányvállalata volt, ahol elsősorban az anyacég nagy munkáit támogató, kiegészítő tevékenység folyt eleinte. Itt színezték, itt húzták ki a rajzfilmekhez készülő egyes fázisrajzokat. Később a Műterem vezetői önállósodni kezdtek, és kreatív alkotókat toboroztak, valamint felkértek több, a szakmában már jól ismert művészt, hogy segítsen munkájukban. Jankovics Marcell volt az egyik oktató, akinek a kecskemétiek többek közt azt is köszönhették, hogy ők lettek a hazai rajzfilmipar hagyományőrzői, akik beemelték a népi kultúrát az animációba.

## Díjak és elismerések[4]
- Horváth Mária rendezőnek a Magyar népmesék sorozatban készült filmjei közül – különböző neves fesztiválokon – több is díjat nyert.
  - A Cerceruska című epizód Kínában, a Csangcsou városban 2004-ben megrendezett CICDAF filmmustrán (China International Cartoon and Digital Art Festival), a televíziós programok kategóriájában érdemelte ki a zsűri különdíját.
  - A kővé vált királyfi c. alkotása Japánban, 2004 márciusában a 2. Nemzetközi Animációs Népmese- és Legendafesztiválon lett különdíjas;
  - A Gyöngyvirág Palkó c. filmje Kínában, 2005 őszén a 2. Nemzetközi Animációs Seregszemlén kapott ugyancsak különdíjat.
  - A Hogyan telt a gyerekkorom? c. epizód 2008-ban, a 25. Chicagói Nemzetközi Gyermekfilmfesztiválon (CICFF) – a gyerekfilm műfaj legrangosabb nemzetközi bemutatóján – az animációs tv-program kategóriában I. díjas lett, amely igen nagy sikernek számít.
- Nagy Lajos rendező Köcsögkirály c. filmje 2009-ben a 26. CICFF fesztiválon, ugyanebben a kategóriában nyert II. díjat.
- Szabó Gyula 2005 nyarán a 7. Kecskeméti Animációs Filmfesztiválon  életmű-díjat kapott három évtizedes tevékenységéért, melynek során a Magyar népmesék sorozat számos epizódjának a mesélője volt.[5]
- 2020. október 15-én hungarikummá nyilvánították.[6]

## Mesélők
Az I. évad 2-2 epizódjának mesemondói Bánffy György és Hrotkó Károly; 1-1 epizódban Kóka Rozália, Bánhidi László, Patkós Irma, Zsolnai Margit, Tolnay Klári és Avar István a mesélő.
A II. évadban 5 alkalommal Molnár Piroska a mesemondó.
A sorozat harmadik évadjától kizárólag Szabó Gyula volt a mesemondó. Az első sorozatban 3, a második sorozatban 8 epizódban hallható jellegzetes stílusban mesélni.

## Epizódok

### Áttekintés
| A sorozat             | A sorozat | Az epizódok | Az epizódok  | Jankovics Marcell tevékenysége    | DVD megjelenés éve |
| neve                  | éve       | száma       | hossza       | Jankovics Marcell tevékenysége    | DVD megjelenés éve |
| --------------------- | --------- | ----------- | ------------ | --------------------------------- | ------------------ |
| Magyar népmesék I.    | 1977      | 13          | 6:02 – 7:04  | forgatókönyvíró, tervező, rendező | 2005               |
| Magyar népmesék II.   | 1979      | 13          | 8:16 – 10:35 | rendező                           | 2005               |
| Magyar népmesék III.  | 1984      | 13          | 6:13 – 9:51  | forgatókönyvíró, rendező          | 2005               |
| Magyar népmesék IV.   | 1989      | 13          | 5:52 – 8:11  | szakértő                          | 2005               |
| Magyar népmesék V.    | 1995      | 13          | 5:43 – 7:34  | forgatókönyvíró, rendező          | 2005               |
| Magyar népmesék VI.   | 2002      | 13          | 6:53 – 7:23  | forgatókönyvíró, rendező          | 2005               |
| Magyar népmesék VII.  | 2007      | 7           | 7:42 – 8:11  | szakértő                          | 2007               |
| Magyar népmesék VIII. | 2009      | 4           | 7:44 – 8:10  | szakértő                          | 2009               |
| Magyar népmesék IX.   | 2011      | 11          | 7:29 – 8:05  | szakértő                          | 2011               |

### Magyar népmesék I. (1977)
- Készült a Pannónia Filmstúdió kecskeméti és budapesti műtermében
- Dramaturg: Bálint Ágnes

| #   | Epizód címe                         | Mesemondó      | Hossza | Forgatókönyv                    | Rendező                         |
| --- | ----------------------------------- | -------------- | ------ | ------------------------------- | ------------------------------- |
| 1.  | A só                                | Kóka Rozália   | 6:34   | Jankovics Marcell, Lisziák Elek | Jankovics Marcell, Lisziák Elek |
| 2.  | A szállást kérő róka                | Hrotkó Károly  | 7:04   | Jankovics Marcell, Lisziák Elek | Jankovics Marcell, Lisziák Elek |
| 3.  | A kismalac és a farkasok            | Hrotkó Károly  | 6:35   | Jankovics Marcell, Lisziák Elek | Jankovics Marcell, Lisziák Elek |
| 4.  | Kacor király                        | Bánffy György  | 6:21   | Jankovics Marcell, Lisziák Elek | Jankovics Marcell, Lisziák Elek |
| 5.  | A kis gömböc                        | Patkós Irma    | 6:02   | Jankovics Marcell, Lisziák Elek | Jankovics Marcell, Lisziák Elek |
| 6.  | Eb, aki a kanalát meg nem eszi      | Bánhidi László | 6:48   | Jankovics Marcell               | Jankovics Marcell, Lisziák Elek |
| 7.  | Róka koma                           | Szabó Gyula    | 6:25   | Jankovics Marcell               | Jankovics Marcell, Lisziák Elek |
| 8.  | A macskacicó                        | Zsolnay Margit | 6:57   | Jankovics Marcell               | Jankovics Marcell, Lisziák Elek |
| 9.  | A kicsi dió                         | Bánffy György  | 6:48   | Jankovics Marcell               | Jankovics Marcell, Lisziák Elek |
| 10. | Zöld Péter                          | Tolnay Klári   | 6:19   | Jankovics Marcell               | Jankovics Marcell, Lisziák Elek |
| 11. | Méhek a vonaton                     | Avar István    | 6:23   | Jankovics Marcell               | Jankovics Marcell, Lisziák Elek |
| 12. | Az égig érő paszuly                 | Szabó Gyula    | 6:26   | Jankovics Marcell               | Jankovics Marcell, Lisziák Elek |
| 13. | A szegény csizmadia és a szélkirály | Szabó Gyula    | 6:48   | Jankovics Marcell               | Jankovics Marcell, Lisziák Elek |

### Magyar népmesék II. (1979)
- A Magyar Televízió megbízásából készült a Pannónia Film Rajz és Animációs Stúdió kecskeméti műtermében
- Dramaturg: Bálint Ágnes

| #   | Epizód címe                    | Mesemondó      | Hossza | Forgatókönyv        | Rendező                                |
| --- | ------------------------------ | -------------- | ------ | ------------------- | -------------------------------------- |
| 14. | Egyszemű, kétszemű, háromszemű | Molnár Piroska | 8:38   | Horváth Mária       | Horváth Mária, Jankovics Marcell       |
| 15. | Az égig érő fa                 | Szabó Gyula    | 10:35  | Haui József         | Haui József, Jankovics Marcell         |
| 16. | A királykisasszony jegyei      | Molnár Piroska | 9:12   | Horváth Mária       | Horváth Mária, Jankovics Marcell       |
| 17. | A bíró okos lánya              | Szabó Gyula    | 9:05   | ifj. Ujvári László  | ifj. Ujvári László, Jankovics Marcell  |
| 18. | A rókaszemű menyecske          | Molnár Piroska | 10:16  | Molnár Péter        | Molnár Péter, Jankovics Marcell        |
| 19. | Hamupipőke királyfi            | Szabó Gyula    | 9:11   | Sz. Szilágyi Ildikó | Sz. Szilágyi Ildikó, Jankovics Marcell |
| 20. | A két aranyhajú fiú            | Molnár Piroska | 8:53   | Haui József         | Haui József, Jankovics Marcell         |
| 21. | A csillagszemű juhász          | Szabó Gyula    | 10:23  | Tóth Pál            | Tóth Pál, Jankovics Marcell            |
| 22. | A pulikutya                    | Szabó Gyula    | 10:30  | ifj. Ujvári László  | ifj. Ujvári László, Jankovics Marcell  |
| 23. | A rátóti csikótojás            | Szabó Gyula    | 8:16   | Haui József         | Haui József, Jankovics Marcell         |
| 24. | Király kis Miklós              | Szabó Gyula    | 8:51   | Horváth Mária       | Horváth Mária, Jankovics Marcell       |
| 25. | A két koma                     | Szabó Gyula    | 10:08  | Tóth Pál            | Haui József, Jankovics Marcell         |
| 26. | A csókaleányok                 | Molnár Piroska | 9:18   | Hegyi Füstös László | Hegyi Füstös László, Jankovics Marcell |

### Magyar népmesék III. (1984)
- A Magyar Televízió megbízásából készült a Pannónia Filmstúdió Kecskeméti Műtermében
- Laboratóriumi munkák: Magyar Filmlaboratóriumi Vállalat
- Dramaturg: Bálint Ágnes

| #   | Epizód címe                                         | Mesemondó   | Hossza | Forgatókönyv      | Rendező                                  |
| --- | --------------------------------------------------- | ----------- | ------ | ----------------- | ---------------------------------------- |
| 27. | Ábelesz-kóbelesz                                    | Szabó Gyula | 9:04   | Jankovics Marcell | Jankovics Marcell, Hegyi Füstös László   |
| 28. | A csillagász, a lopó, a vadász meg a szabó          | Szabó Gyula | 8:09   | Jankovics Marcell | Jankovics Marcell, Kricskovics Zsuzsanna |
| 29. | Diódénes                                            | Szabó Gyula | 7:57   | Jankovics Marcell | Jankovics Marcell, Hegyi Füstös László   |
| 30. | Előbb a tánc azután a lakoma                        | Szabó Gyula | 6:50   | Jankovics Marcell | Jankovics Marcell, Haui József           |
| 31. | Holló Jankó                                         | Szabó Gyula | 9:07   | Jankovics Marcell | Jankovics Marcell, Horváth Mária         |
| 32. | Sündisznó                                           | Szabó Gyula | 8:16   | Jankovics Marcell | Jankovics Marcell, Haui József           |
| 33. | A szegény ember szőlője                             | Szabó Gyula | 8:21   | Jankovics Marcell | Jankovics Marcell, Horváth Mária         |
| 34. | A székely asszony és az ördög                       | Szabó Gyula | 7:26   | Jankovics Marcell | Jankovics Marcell, ifj. Ujvári László    |
| 35. | A talléros kalap                                    | Szabó Gyula | 8:14   | Jankovics Marcell | ifj. Ujvári László                       |
| 36. | A tű, a kutya, a rák, a tojás és a kokas vándorútja | Szabó Gyula | 6:13   | Jankovics Marcell | Jankovics Marcell, Madarász Zoltán       |
| 37. | A szorgalmas és a rest leány                        | Szabó Gyula | 9:51   | Jankovics Marcell | Jankovics Marcell, Lőrincz László        |
| 38. | A mindent járó malmocska                            | Szabó Gyula | 8:24   | Jankovics Marcell | Jankovics Marcell, Kricskovics Zsuzsanna |
| 39. | Pinkó                                               | Szabó Gyula | 9:02   | Jankovics Marcell | Jankovics Marcell, Kricskovics Zsuzsanna |

### Magyar népmesék IV. (1989)
A Magyar Televízió megbízásából készült a Pannónia Filmstúdió kecskeméti műtermében.

- Dramaturg: Szentistványi Rita
- A meséket válogatta: Kovács Ágnes
- Szakértő: Jankovics Marcell

| #   | Epizód címe                             | Mesemondó   | Hossza | Forgatókönyv                   | Rendező                                    |
| --- | --------------------------------------- | ----------- | ------ | ------------------------------ | ------------------------------------------ |
| 40. | Az állatok beszéde                      | Szabó Gyula | 6:35   | Horváth Mária                  | Horváth Mária, Hajdu Marianna              |
| 41. | A mezeinyúl és a sündisznó              | Szabó Gyula | 6:51   | Horváth Mária                  | Horváth Mária, Gyapai Tamás                |
| 42. | A hét kecskegida                        | Szabó Gyula | 6:54   | Horváth Mária                  | Horváth Mária, Vágó Sándor                 |
| 43. | Pirosmalac                              | Szabó Gyula | 6:40   | Horváth Mária                  | Horváth Mária, Hajdu Marianna              |
| 44. | Kecskekatonaság (K.u.K.)                | Szabó Gyula | 6:48   | Horváth Mária, Pál Nagy Balázs | Horváth Mária, Pál Nagy Balázs             |
| 45. | A bugyuta ember                         | Szabó Gyula | 6:41   | Horváth Mária                  | Horváth Mária, Gyapai Tamás                |
| 46. | A béka, a kolbász és az egér            | Szabó Gyula | 6:26   | Horváth Mária                  | Horváth Mária, Vágó Sándor                 |
| 47. | A szegény ember kilenc tyúkja és kakasa | Szabó Gyula | 6:58   | Nagy Lajos                     | Horváth Mária, Nagy Lajos, Balajthy László |
| 48. | A gazdag ember három fia                | Szabó Gyula | 6:40   | Kricskovics Zsuzsanna          | Kricskovics Zsuzsanna, Horváth Mária       |
| 49. | A király kenyere                        | Szabó Gyula | 6:59   | Kricskovics Zsuzsanna          | Horváth Mária, Király László               |
| 50. | A medve és a macska                     | Szabó Gyula | 7:04   | Horváth Mária                  | Horváth Mária                              |
| 51. | A hólyag, a szalmaszál és a tüzes üszök | Szabó Gyula | 5:52   | Horváth Mária                  | Horváth Mária                              |
| 52. | Pelikánmadár                            | Szabó Gyula | 8:11   | Toró Annamária                 | Horváth Mária, Toró Annamária              |

### Magyar népmesék V. (1995)
- A Magyar Televízió megbízásából készítette a Kecskemétfilm Kft.
- A meséket válogatta: Nagy Ilona

| #   | Epizód címe                                    | Mesemondó   | Hossza | Forgatókönyv      | Rendező                            |
| --- | ---------------------------------------------- | ----------- | ------ | ----------------- | ---------------------------------- |
| 53. | A pityke és a kökény                           | Szabó Gyula | 5:43   | Jankovics Marcell | Jankovics Marcell, Horváth Mária   |
| 54. | Koplaló Mátyás                                 | Szabó Gyula | 6:29   | Jankovics Marcell | Jankovics Marcell, Horváth Mária   |
| 55. | A király, aki nem akarja férjhez adni a lányát | Szabó Gyula | 7:08   | Toró Annamária    | Jankovics Marcell, Toró Annamária  |
| 56. | A kőleves                                      | Szabó Gyula | 6:15   | Jankovics Marcell | Jankovics Marcell, Pál Nagy Balázs |
| 57. | Tancika Marcika                                | Szabó Gyula | 7:34   | Jankovics Marcell | Jankovics Marcell, Nagy Lajos      |
| 58. | A halhatatlanságra vágyó királyfi              | Szabó Gyula | 6:22   | Jankovics Marcell | Jankovics Marcell, Horváth Mária   |
| 59. | A katona szerencséje                           | Szabó Gyula | 6:37   | Jankovics Marcell | Jankovics Marcell, Horváth Mária   |
| 60. | A banya                                        | Szabó Gyula | 5:57   | Toró Annamária    | Jankovics Marcell, Toró Annamária  |
| 61. | Prücsök                                        | Szabó Gyula | 6:48   | Szoboszlay Péter  | Jankovics Marcell, Horváth Mária   |
| 62. | Tréfás farkas                                  | Szabó Gyula | 7:02   | Nagy Lajos        | Jankovics Marcell, Nagy Lajos      |
| 63. | A királykisasszony cipője                      | Szabó Gyula | 6:42   | Horváth Mária     | Jankovics Marcell, Horváth Mária   |
| 64. | Péter és Pál                                   | Szabó Gyula | 6:35   | Nagy Lajos        | Jankovics Marcell, Nagy Lajos      |
| 65. | Hamupipőke                                     | Szabó Gyula | 6:42   | Toró Annamária    | Jankovics Marcell, Toró Annamária  |

### Magyar népmesék VI. (2002)
- Gyártó: Kecskemétfilm Kft.
- Készült a Magyar Televízió Rt. és a Kecskemétfilm Kft. koprodukciójában
- A meséket válogatta: Nagy Ilona
- Szakértő: Jankovics Marcell

| #   | Epizód címe                         | Mesemondó   | Hossza | Forgatókönyv      | Rendező                   |
| --- | ----------------------------------- | ----------- | ------ | ----------------- | ------------------------- |
| 66. | Angyalbárányok                      | Szabó Gyula | 7:05   | Varga Márta       | Horváth Mária             |
| 67. | Szusza                              | Szabó Gyula | 7:17   | Jankovics Marcell | Nagy Lajos                |
| 68. | A kis kakas és a sövény             | Szabó Gyula | 7:08   | Miklós Árpád      | Nagy Lajos                |
| 69. | A papucsszaggató királykisasszonyok | Szabó Gyula | 6:56   | Nyúl Zsuzsanna    | Nagy Lajos                |
| 70. | Cerceruska                          | Szabó Gyula | 7:23   | Horváth Mária     | Horváth Mária             |
| 71. | A kékfestőinas                      | Szabó Gyula | 7:07   | Hajdu Marianna    | Horváth Mária             |
| 72. | A bűbájos lakat                     | Szabó Gyula | 7:16   | Vitális Zoltán    | Horváth Mária             |
| 73. | A kővé vált királyfi                | Szabó Gyula | 7:15   | Toró Annamária    | Horváth Mária             |
| 74. | A kerek kő                          | Szabó Gyula | 7:23   | Tóth Roland       | Horváth Mária             |
| 75. | Hetet egy csapásra                  | Szabó Gyula | 6:53   | Farkas László     | Horváth Mária             |
| 76. | Az arany szőrű bárány               | Szabó Gyula | 7:05   | Nagy Lajos        | Nagy Lajos, Horváth Mária |
| 77. | A szegény ember hegedűje            | Szabó Gyula | 7:18   | Tóth Pál          | Nagy Lajos                |
| 78. | Szegény ember meg a lova            | Szabó Gyula | 7:02   | Tari József       | Horváth Mária             |

### Magyar népmesék VII. (2007)
- Gyártó: Kecskemétfilm Kft.
- A meséket válogatta: Nagy Ilona
- Szakértő: Jankovics Marcell

| #   | Epizód címe                 | Mesemondó   | Hossza | Forgatókönyv  | Rendező       |
| --- | --------------------------- | ----------- | ------ | ------------- | ------------- |
| 79. | A háromágú tölgyfa tündére  | Szabó Gyula | 8:09   | Horváth Mária | Horváth Mária |
| 80. | Gyöngyvirág Palkó           | Szabó Gyula | 8:10   | Horváth Mária | Horváth Mária |
| 81. | A víz tündére               | Szabó Gyula | 7:57   | Nagy Lajos    | Nagy Lajos    |
| 82. | Fából faragott Péter        | Szabó Gyula | 8:11   | Nagy Lajos    | Nagy Lajos    |
| 83. | Hogyan telt a gyermekkorom? | Szabó Gyula | 7:42   | Horváth Mária | Horváth Mária |
| 84. | Kiskondás                   | Szabó Gyula | 8:05   | Horváth Mária | Horváth Mária |
| 85. | Nyúlpásztor                 | Szabó Gyula | 8:02   | Nagy Lajos    | Nagy Lajos    |

### Magyar népmesék VIII. (2009)[16]
- Gyártó: Kecskemétfilm Kft.
- A meséket válogatta: Nagy Ilona
- Szakértő: Jankovics Marcell, Pap Gábor (1., és 4. epizód)

| #   | Epizód címe                       | Mesemondó   | Hossza | Forgatókönyv  | Rendező       |
| --- | --------------------------------- | ----------- | ------ | ------------- | ------------- |
| 86. | Marci és az elátkozott királylány | Szabó Gyula | 7:51   | Horváth Mária | Horváth Mária |
| 87. | Köcsögkirály                      | Szabó Gyula | 7:44   | Nagy Lajos    | Nagy Lajos    |
| 88. | Az elátkozott kastély             | Szabó Gyula | 8:10   | Nagy Lajos    | Nagy Lajos    |
| 89. | Az aranybornyú                    | Szabó Gyula | 7:56   | Nagy Lajos    | Nagy Lajos    |

### Magyar népmesék IX. (2011)[17]
Gyártó: Kecskemétfilm Kft.
| #    | Epizód címe                               | Mesemondó   | Hossza | Forgatókönyv  | Rendező       |
| ---- | ----------------------------------------- | ----------- | ------ | ------------- | ------------- |
| 90.  | Halász János                              | Szabó Gyula | 7:57   | Nagy Lajos    | Nagy Lajos    |
| 91.  | A kőszívű ember                           | Szabó Gyula | 8:04   | Horváth Mária | Horváth Mária |
| 92.  | Szóló szőlő, mosolygó alma, csengő barack | Szabó Gyula | 7:58   | Horváth Mária | Horváth Mária |
| 93.  | A selyemrét                               | Szabó Gyula | 8:05   | Nagy Lajos    | Nagy Lajos    |
| 94.  | Sárkányölő Sebestyén                      | Szabó Gyula | 7:52   | Nagy Lajos    | Nagy Lajos    |
| 95.  | Mészáros Gyuri                            | Szabó Gyula | 7:44   | Horváth Mária | Horváth Mária |
| 96.  | Az elégedetlen fazék                      | Szabó Gyula | 7:43   | Nagy Lajos    | Nagy Lajos    |
| 97.  | A csudamadár                              | Szabó Gyula | 7:29   | Nagy Lajos    | Nagy Lajos    |
| 98.  | A szegény ember és a kutyacska            | Szabó Gyula | 7:51   | Horváth Mária | Horváth Mária |
| 99.  | A rest legényről                          | Szabó Gyula | 7:52   | Horváth Mária | Horváth Mária |
| 100. | Mátyás király aranyszőrű báránya          | Szabó Gyula | 7:53   | Nagy Lajos    | Nagy Lajos    |

## Információs oldalak
- Hivatalos oldal
- Magyar népmesék a Facebookon
- Magyar népmesék a PORT.hu-n (magyarul)
- Magyar népmesék az Internet Movie Database-ben (angolul)
- Magyar népmesék a Box Office Mojón (angolul)
- Magyar népmesék a Hungarian Movie Database oldalon (magyarul)